# Pechbonnieu
Pechbonnieu – miejscowość i gmina we Francji, w regionie Oksytania, w departamencie Górna Garonna.
Według danych na rok 1990 gminę zamieszkiwało 1940 osób, a gęstość zaludnienia wynosiła 258 osób/km² (wśród 3020 gmin regionu Midi-Pireneje Pechbonnieu plasuje się na 191. miejscu pod względem liczby ludności, natomiast pod względem powierzchni na miejscu 1286.).

## Zabytki

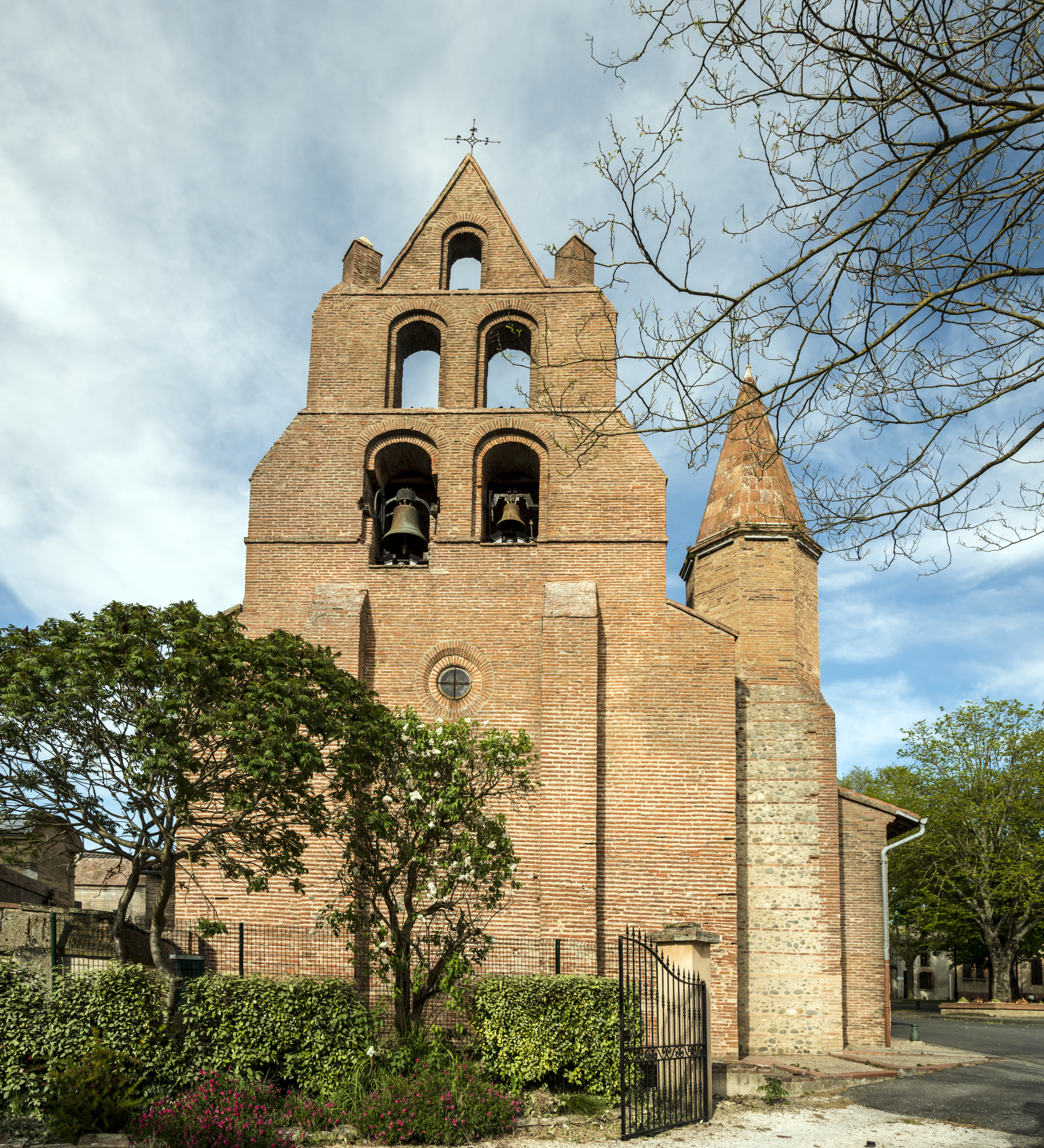
Kościół
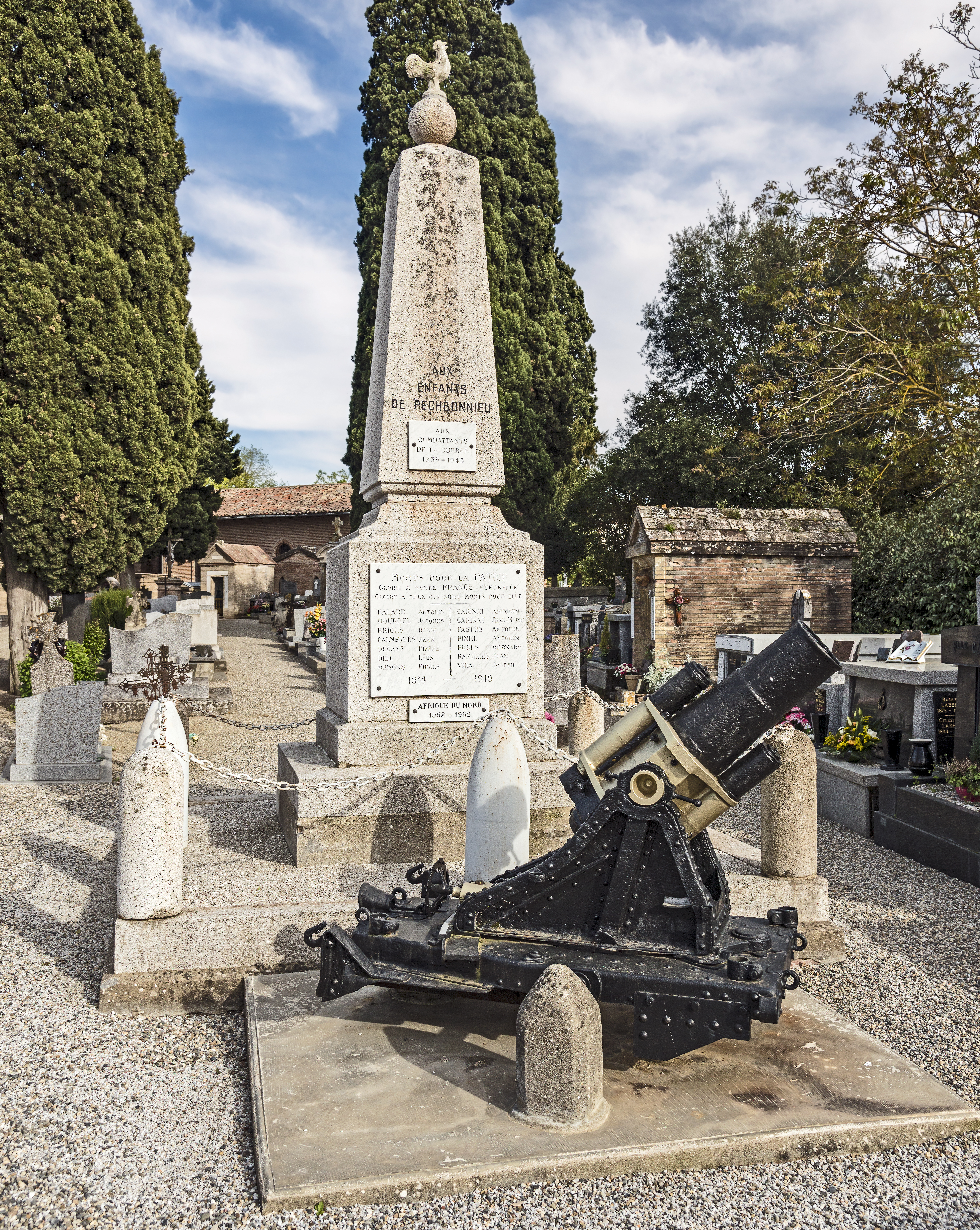
Pomnik poległych